# Planodes pseudosatelles
Planodes pseudosatelles là một loài bọ cánh cứng trong họ Cerambycidae.